# Magoroku Kanemoto
Magoroku Kanemoto (孫六兼元?, anche noto come Kanemoto II; ... – XVI secolo) è stato un fabbro giapponese, celebre come forgiatore di spade.
Classificato nella categoria più alta (saijō ōwazamono) della lista di Wazamono, fu attivo fra l'era Daiei (1521-1528) e l'era Kyōroku (1528-1532).
A Magoroku Kanemoto è ispirato un personaggio omonimo del videogioco Eiyuu Senki (2012).